# Gmina Burrel
Gmina Burrel (alb. Bashkia Burrel) – gmina miejska położona w środkowej części Albanii. Administracyjnie należy do okręgu Mat w obwodzie Dibra. W 2011 roku populacja gminy wynosiła 10862 w tym 6451 kobiet oraz 6800 mężczyzn, z czego Albańczycy stanowili 81,17% mieszkańców, Gracy 0,02%, Egipcjanie 0,14%. Siedziba gminy znajduje się w Burrel.